# Всебашкирские курултаи
Всебашкирские курултаи — это съезды башкир Оренбургской, Пермской, Самарской, Уфимской и других губерний, проходившие в период революций 1917 года и определившие дальнейшую стратегию национального развития башкирского народа.

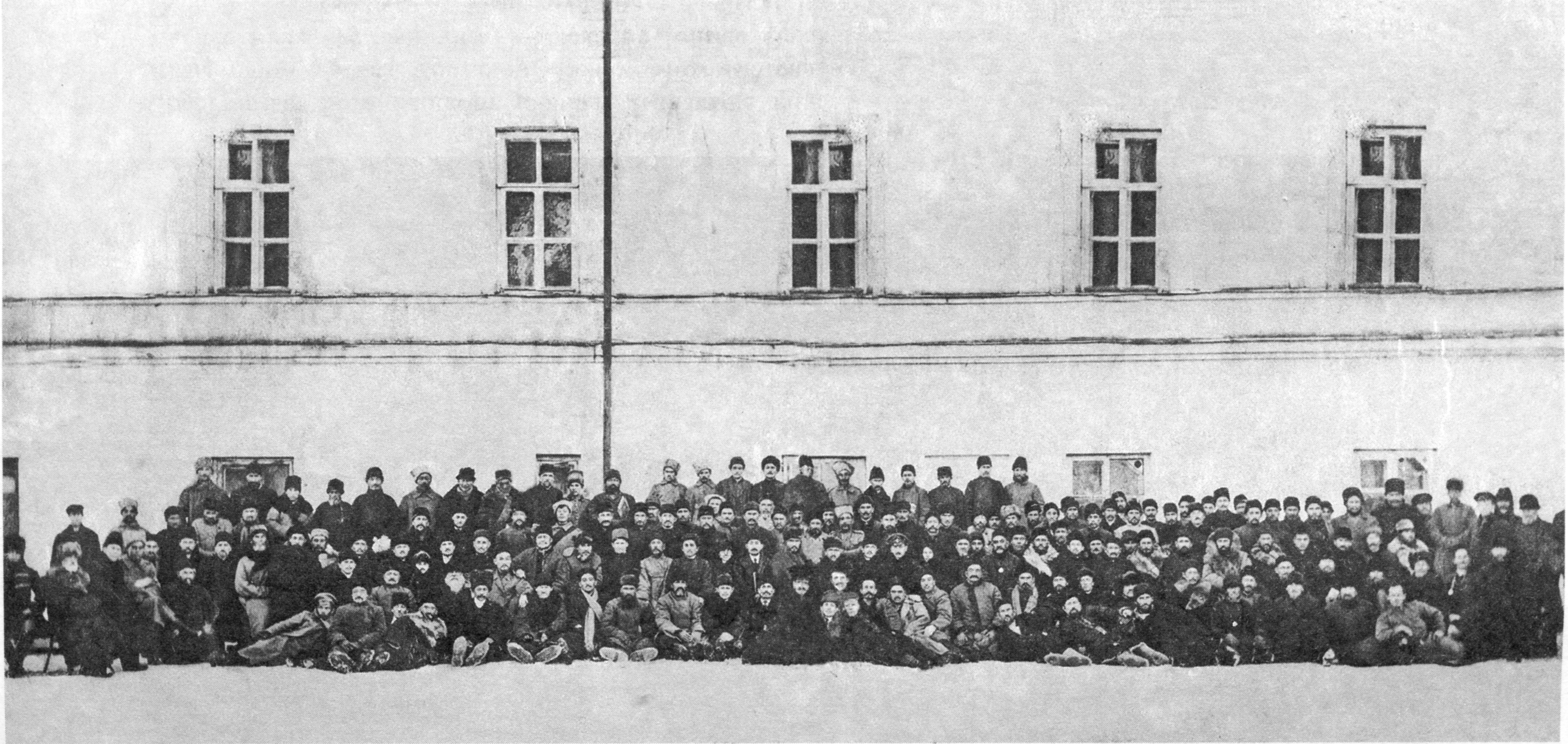
Делегаты III Всебашкирского учредительного съезда. Оренбург. 8—20 декабря 1917.

От волостей, где башкиры составляли большую часть населения, на съезд избирались по два делегата. В курултаях разрешалось участвовать и представителям других народов края.

## I Всебашкирский курултай
На I Всебашкирском съезде (курултае), состоявшемся 20—27 июля 1917 года в Оренбурге, и в работе которого приняли участие около 70 представителей Уфимской, Оренбургской, Самарской, Пермской и Челябинской губерний, произошло оформление национального движения за автономию Башкурдистана.
Съезд избрал Башкирское центральное (областное) шуро (совет) в составе 6 человек (Ш. Манатов, Г. Мутин, И. Мутин, С. Мрясов, У. Куватов, Х. Юмагулов). По числу поданных голосов всех превзошел Шариф Манатов, он же и стал первым председателем Шуро.
На съезде были приняты резолюции о создании национально-территориальной автономии в составе Российской федеративной демократической республики, о деятельности волостных советов (шуро), об участии в выборах в Всероссийское учредительное собрание, о прекращении войны без аннексий и контрибуций, организации национальных вооруженных формирований, социализации земли и возвращении земельных владений отторгнутых у башкир, национализации Караван-Сарая, переписи башкирского населения, учреждении национального валютного и имущественного фонда, всеобщем бесплатном среднем образовании, равноправии мужчин и женщин. На отражении последней резолюции, повлиял доклад делегатки из Самарской губернии Рабиги Юмагуловой-Кушаевой.
На съезде также было принято решение о проведении следующего съезда в Уфе.

## II Всебашкирский курултай
II Всебашкирский курултай состоялся 25—29 августа 1917 года в Уфе. На нём участвовали около 100 делегатов. Съезд снова высказался за федеративно-демократическое устройство России и переизбрал областное Шуро: его состав увеличился до 12 человек, председателем Шуро вновь был избран Шариф Манатов, а его заместителем стал А. Валидов. Членами Шуро стали Н. Тагиров, X. Габитов, К. Кабиров, А. Гумаров, Г. Хасанов, М. Смаков, Ф. Давлетшин, Ш. Бабич, С. Атнагулов, С. Мрясов; кандидатами — Гайнулла Гирфанов, Юнус Бикбов, Шахмухамед Биккузин, Арсланбек Алимгулов. Курултай определил постоянную резиденцию Башкирского Правительства в Караван-Сарае и учредил его секретариаты в Уфе (глава секретариата — Ф. А. Ахмадуллин) и Челябинске (глава — Н. Т. Тагиров).
На курултае был поднят вопрос о территориально-национальной автономии башкир: «Перед башкирами, сверх национально-культурной автономии, стоит еще более трудная задача — проведение в жизнь территориальной автономии».
На съезде были приняты резолюции о национальном единстве, о социальном, культурном и политическом возрождении башкирн; о сохранности направления Башкирского национального движения на создании национально-территориальной автономии и уважения стремлений татар к созданию национально-культурной автономии и др. Также на съезде были утверждены списки кандидатов в депутаты Всероссийского учредительного собрания от башкир Оренбургской, Пермской, Самарской и Уфимской губерний.
По результатам I и II всебашкирского курултая было избрано Башкирское областное (центральное) шуро (совет) и решено издавать газету «Башкорт».

## III Всебашкирский учредительный курултай

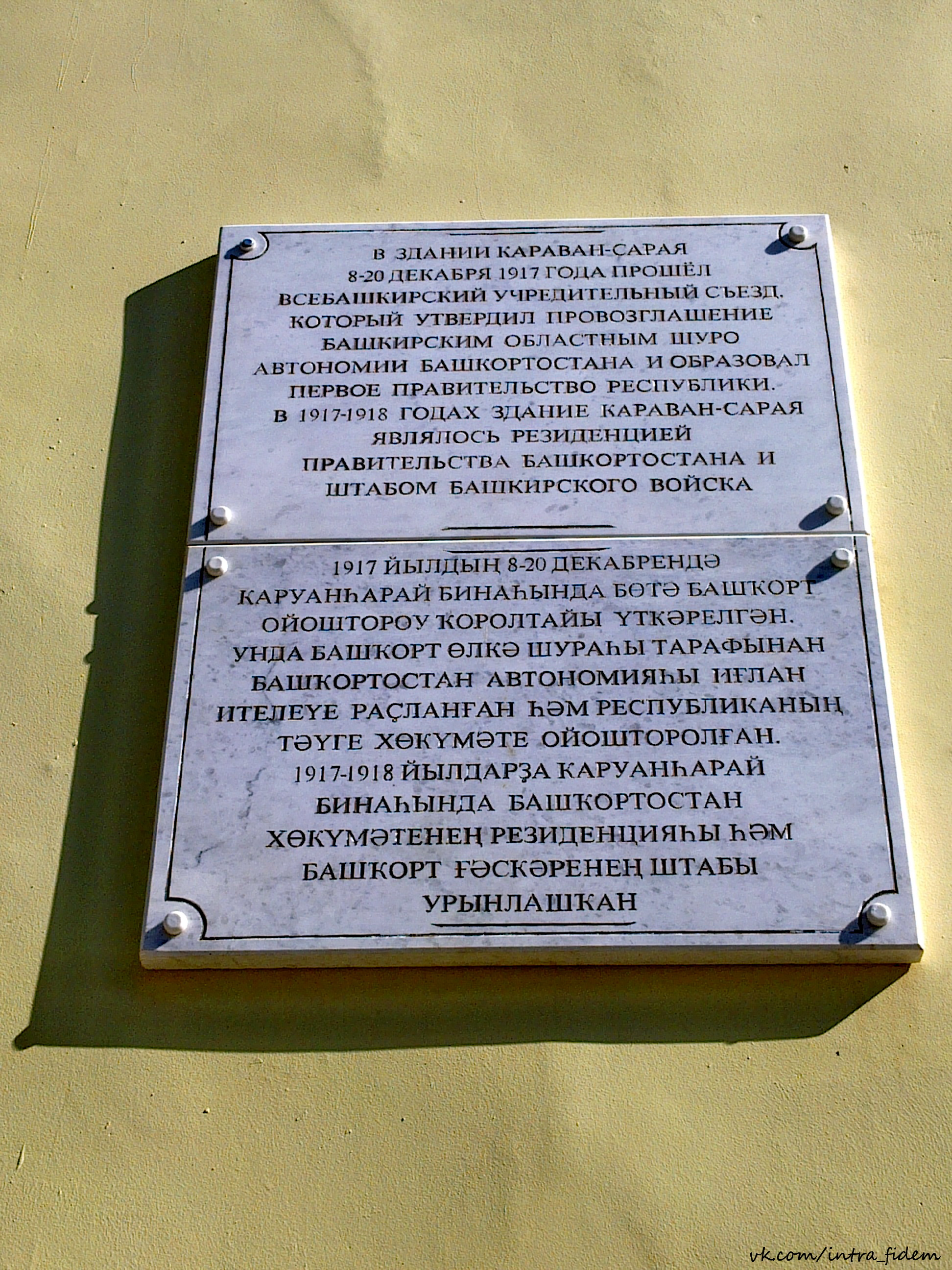
Мемормиальная доска в Оренбурге

III Всебашкирский курултай проходил 8 декабря (21 декабря) 1917—20 декабря 1917 (2 января 1918) года в Оренбурге, был назван Учредительным курултаем Башкурдистана. В его работе участвовало 223 делегата, из них 194 делегата с решающим и 29 — с совещательным голосом. Подавляющее большинство делегатов было из башкир, 44 русских, по одному делегату направили на съезд чуваши, татары и марийцы.
Курултай с одобрением встретил провозглашение национально-территориальных автономий Туркестана и Казахстана. Результатами III Всебашкирского учредительного курултая было утверждение создание национально-территориальной автономии Башкурдистана, которая в дальнейшем получила название Башкирская АССР и ещё намного позже — Республика Башкортостан.
На съезде были приняты резолюции об утверждении автономного Башкурдистана в границах территории «Малой Башкирии», с условием его дальнейшего расширения до размеров территории «Большой Башкирии»; о ежегодном праздновании 15 ноября Дня провозглашения автономии; о вхождении в состав федеративной России; о возможности создания союзного государства между Башкурдистаном, Казахстаном и Туркестаном внутри федеративной России; о полномочиях Башкирского центрального шуро; об организации Башкирского войска и милиции; и др.

Из постановления III Учредительного курултая башкир г. Оренбург. 8—20 декабря 1917 года «Об утверждении автономии Башкурдистана и её ознаменовании»: 
Объявленную, 15 ноября Центральным Башкирским Шуро, территориально-национальную автономию Башкурдистана Курултай утверждает единогласно. В ознаменовании Башкурдистана открыть одно высшее медресе /университет/, один большой музей, назвав их именем Башкурдистана. В целях подготовки людей для Башкирского правительства назначить для высших учебных заведений двадцать стипендий. Десять стипендий из них использовать внутри России, остальные — за границей. Для осуществления этих мероприятий создать национальный «фонд», организовав подписку среди населения Башкурдистана. Приурочив к дням объявления свободы проводить в будущем торжества территориально-национальной автономии Башкурдистана. Провести праздник территориальной автономии после Рамадан-Гаида в северной части Орского уезда по речке Кукидель. /Утверждено 20-го декабря на 18 заседании
Принимались постановления относительно кантонного управления, социализации земли, культуры, образования и науки.
На съезде был избран состав Предпарламента Башкурдистана — Кесе-Курултая и утверждён состав Башкирского Правительства.